# Darke County (Ohio)
Darke County er et county i den amerikanske delstat Ohio. Amtet ligger i den vestlige del af delstaten og grænser op til Mercer County i nord, Shelby County i nordøst, Miami County i øst, Montgomery County i sydøst, Preble County i syd, og tre amter i Indiana. Wayne County, Indiana i sydvest, Randolph County, Indiana i vest, Jay County, Indiana i nordvest. Darke County er et af de få amter i USA som grænser op til otte andre amter . 
Amtets hovedsæde ligger i byen Greenville.  

## Demografi
Ifølge folketællingen fra 2000 boede der 53.309 personer i amtet. Der var 20.419 husstande med 14.905 familier. Befolkningstætheden var 34 personer pr. km². Befolkningens etniske sammensætning var som følger: 98.09% hvide, 0,38% afroamerikanere, 0,17% indianere, 0,25% asiater, , 0,34% af anden oprindelse og 0,74% fra to eller flere grupper.
Der var 20,419 husstande, hvoraf 33.30% havde børn under 18 år boende. 61,00% var ægtepar, som boede sammen, 8,00% havde en enlig kvindelig forsøger som beboer, og 27,00% var ikke-familier. 23,50% af alle husstande bestod af enlige, og i 11,00% af tilfældende boede der en person som var 65 år eller ældre.
Gennemsnitsindkomsten for en hustand var $39.307 årligt, mens gennemsnitsindkomsten for en familie var på $45.735 årligt.